# Okelpenning
Als Okelpenninge oder Okelpfennige (lat.: denarios augmentatos) (Fälschlich auch Kelpenning/pfenning) wurden Pfennige bezeichnet, die im 14. und 15. Jahrhundert in der Mark Brandenburg und im Herzogtum Pommern geprägt wurden.
Der Name leitet sich vom niederdeutschen Wort oken ab, was mehren bedeutet. Dabei wurde aber nicht das Feingewicht vermehrt, das dem Silberanteil des Vinkenauges entsprach, sondern das Rauhgewicht durch die Verdopplung des Kupferanteils erhöht.
In der Mark Brandenburg wurden die Okelpfennige 1314 in einer Urkunde Johann V. für Salzwedel und Lüchow sowie 1351 in einer Urkunde Ludwigs I. von Brandenburg genannt. Sie wurden in Salzwedel, Eberswalde, Berlin und Königsberg in der Mark geprägt.
In Pommern verkaufte Herzog Wartislaw IV. 1325 den Städten Anklam und Greifswald für 400 Mark sundische Pfennige die Münzgerechtigkeit für das Land zwischen Peene und Swine. Die Städte durften acht Jahre lang Wendische (Sundische) Pfennige prägen, mussten danach aber Okelpfennige schlagen.
Die Bezeichnung „Kelpenning“ ist eine irrtümliche und beruht auf einem Artikel von E. Schröder in der Zeitschrift für Numismatik 26 S. 196 ff. Sie hat ihren Ursprung in einer schlechten Abschrift der Urkunde des Johann V. von Brandenburg vom 21. Juli 1314, in der das „O“ vergessen wurde. Eine bessere Abschrift vom 16. März 1352 im Geheimen Staatsarchiv von Berlin hat diesen Fehler nicht. 